# Shirali Muslimov
Shirali Muslimov (en azerí: Şirəli Müslimov) (Barzavu, Janato de Talish, 26 de marzo de 1805 – Barzavu, Lerik, 2 de septiembre de 1973) fue un supercentenario azerí. Durante su vida fue pastor Talysh del pueblo de Barzavu en la región Lerik de Azerbaiyán, una zona montañosa cerca de la frontera con Irán. 
Muslimov afirmó ser la persona más anciana que jamás haya vivido cuando murió el 2 de septiembre de 1973, con 168 años, 46 más que la supercentenaria francesa Jeanne Calment, quien ha sido confirmada como la persona más longeva en la Historia, con 122 años.

## Biografía
Shirali Muslimov nació el 26 de marzo de 1805 en la aldea de Boraavu del Janato de Talish, que actualmente está dentro de la provincia de Lerik, Azerbaiyán. Según varias noticias Shirali fue identificado como la persona con mayor edad del mundo, aunque actualmente no se ha logrado verificar si es verídica dicha edad.